# BMW 5-ös sorozat
A BMW 5-ös sorozat egy középkategóriás autómodell-sorozat, amelyet a BMW 1972 óta gyárt. Jelenleg a modellsorozat a hetedik generációját éli, amit szedán és kombi változatban árusítanak.
Elektromos meghajtású változata a BMW i5.

## Története
Az 5-ös széria arról kapta a nevét, hogy ez lett az ötödik az "új szériás" autók között, amik a V-8 és az Isetta korszakot követték. A 700-as, a 2500/2800/Bavaria és a CS voltak az 5-öst megelőző modellek. Az 5-ös széria volt hivatott felváltani az öregebb "Új Hatos" szedánt.
A karosszériát Marcello Gandini tervezte, ami a Bertone 1970-es BMW Garmisch 2002ti Geneva bemutató autón alapult. Gandini keze munkáját dicséri még a Fiat 132 és az Alfa Romeo ALfetta, ami két különböző kocsi hasonló dizájnnal.
Az 5-ös szériának a napjainkig 7 generációja született. Ahhoz hogy meg lehessen különböztetni őket, a gyár egy egyedi azonosító számot rendelt minden generáció mellé (EXX, FXX vagy GXX).
Az 5-ös széria kezdte azt a BMW tradíciót, hogy az autóikat három számjegyű számokkal jelöljék. Az első szám (ez esetben az 5) jelenti a modellt, és az azt követő két számjegy (általában) jelöli a motor méretét deciliterben, ami a legfőbb megkülönböztetés. A hozzáadott betűk vagy szavak a három számjegy végén jelölik az üzemanyagot (benzin vagy dízel), motor vagy váltó adatit és a karosszéria típusát. Az "i" eredetileg jelentette az "injektort", az "a" az automatát, a "d" a dízelt, a "td" a turbódízelt, a "tds" a turbódízel sportot, az "x" az összkerékhajtást, a "gt" a grand turismo-t.

## Az első generáció (E12; 1972–1981)
- Az úgynevezett "új osztály" utódja (1800, 2000, stb.)
- 1972.09 - 1981.07 között gyártották (Dél-Afrikában 1985-ig)
- Gyártott darabszám: 699.094 (ebből 59.164 részegység a dél-afrikai gyártáshoz; a gyártott darabszámok eltérhetnek a megadottól)

1976-ban modellfrissítésen esett át, melynek látható jelei a nagyobb vesék a hűtőmaszkon, amitől a motorháztető is domború idomot kapott, valamint a szélesebb hátsó lámpák, amitől a tanknyílás a hátfalról a jobb oldalra került át.

### Típusok / Motorok
- 518: 1,8 l négyhengeres (porlasztó/M10) 90 LE (66 kW) (1974-1981, 20.377 darab)
- 518i: csak Svédországba és Japánba; Svédország: 1,8 l négyhengeres (befecskendező/M10) 102 LE (75 kW); Japán: 1,8 l négyhengeres (befecskendező) 100 LE (74 kW) (1979-1981, 1.523 darab Svédország, 1.492 darab Japán)
- 520: 2,0 l négyhengeres (porlasztó/M10) 115 LE (85 kW) (1972-1977, 113.782 darab)
- 520i: 2,0 l négyhengeres (befecskendező/M10) 130 LE (96 kW) (1972-1975, darabszám lásd 520i 1976-tól)
- 520i: 2,0 l négyhengeres (befecskendező/M10) 125 LE (92 kW) (1976-1977, 25.156 darab 520i összesen)
- 520: 2,0 l hathengeres (porlasztó/M20) 122 LE (90 kW) (1977-1981, 129.747 darab)
- 525: 2,5 l hathengeres (porlasztó/M30) 145 LE (107 kW) (1973-1976, darabszám lásd 525 1976-tól)
- 525: 2,5 l hathengeres (porlasztó/M30) 150 LE (110 kW) (1976-1981, 122.272 darab 525 összesen)
- 528: 2,8 l hathengeres (porlasztó/M30) 165 LE (121 kW) (1975-1977, 30.565 darab)
- 528i: 2,8 l hathengeres (befecskendező/M30) 176 LE (130 kW), 1978-tól 184 LE (135 kW) (1977-1981, 65.736 darab)
- 530: 3,0 l hathengeres (porlasztó/M30) 175 LE (129 kW) (1976?-1979; csak Dél-Afrikában, darabszám nem ismert)
- 530i: 3,0 l hathengeres (befecskendező/M30) 176 LE (129 kW, később kevesebb) (1974-1981; csak az USA piacra; 27.314 darab)
- 530i: 3,0 l hathengeres (befecskendező/M30) ? LE (? kW) (1976-1978; csak Japánba; 797 darab)
- 530: az M GmbH alkotása ügyfélkérésre (ún. "erőkúra"); 3,0 l hathengeres (porlasztó) 177 LE (130 kW) az E24 hatosból/ E23 hetesből (1976-1980)
- 530i: az M GmbH alkotása ügyfélkérésre (ún. "erőkúra"); 3,0 l hathengeres (befecskendező) 195 LE (143 kW) (1976-1980)
- 533: 3,3 l hathengeres (befecskendező) ? LE (? kW) (1980-1981; csak Dél-Afrikában, darabszám nem ismert)
- 533i: az M GmbH alkotása ügyfélkérésre (ún. "erőkúra"); 3,3 l hathengeres (befecskendező) 200 LE (147 kW) (1976-1980)
- 535i: az M GmbH alkotása ügyfélkérésre (ún. "erőkúra"); 3,5 l hathengeres (befecskendező) 218 LE (160 kW) (1976-1980)

### E-kódok
- E12 limuzin (1972.06-1976.08)
- E12/1 limuzin facelift után (1976.08-1981.07)
- E12+/1-4 520+520i+518 (négyhengeres); a E118/121 utódja (1972.06-1981.07)
- E12/1-5 M60-hathengeres motorral (M20) (1977.09-1981.07)
- E12+/1-6 M68-hathengeres motorral (M30) (1982.10-1981.07)
- E12+/1-8 5er dél-afrikai gyártásból (a részegységeket Németországban gyártották; 1973.02-1981.07)

## A második generáció (E28; 1981–1988)
- Az E12 utódja
- 1981.07 - 1987.12 között gyártották
- Gyártott darabszám: 722.328 (ebből 38.404 részegység a dél-afrikai gyártás részére; a gyártott darabszám eltérhet a megadottól)

### Típusok / Motorok
- 518: 1,8 l négyhengeres (porlasztó/M10) 90 LE (66 kW) (1981-1984, 40.906 darab)
- 518i: 1,8 l négyhengeres (befecskendező/M10) 105 LE (77 kW) (1984-1987, 37.268 darab)
- 520i: 2,0 l hathengeres (befecskendező/M20) 125 LE (92 kW), 1985-től 129 LE (95 kW) (1981-1987, darabszám lásd 520i KAT)
- 520i KAT: 2,0 l hathengeres (befecskendező/M20) 129 LE (95 kW) (1986-1987, 215.008 darab 520i összesen)
- 525e: 2,7 l hathengeres (befecskendező/M20) 125 LE (92 kW) (1983-1986(?))
- 525e KAT: 2,7 l hathengeres (befecskendező/M20) 122 LE (92 kW), 1987.01-től 129 LE (95 kW) (1983-1987, 44.130 darab 525e összesen)
- 524d: 2,4 l hathengeres (Diesel/M21) 86 LE (63 kW) (1986-1987, 4.239 darab)
- 524td: 2,4 l hathengeres (Diesel/M21) 115 LE (85 kW) (1983-1987, 25.568 darab)
- 525i: 2,5 l hathengeres (befecskendező/M30) 150 LE (110 kW) (1981-1987, 54.065 darab)
- 528i: 2,8 l hathengeres (befecskendező/M30) 184 LE (135 kW) (1981-1987, 65.065 darab)
- 528e: 2,8 l hathengeres (befecskendező/M20) 129 LE (95 kW) (1981-1987, csak USA, 90.853 darab)
- 533i: 3,3 l hathengeres (befecskendező/M30) ? LE (? kW) (1982-1984, csak USA, 12.797 darab)
- 535i: 3,4 l hathengeres (befecskendező/M30) 218 LE (160 kW) (1984-1987, Dél-Afrikában 1990-ig, darabszám lásd 535i KAT)
- 535i KAT: 3,4 l hathengeres (befecskendező/M30) 185 LE (136 kW) (1984-1987, 40.976 darab 535i összesen)

### E-kódok
- E28 limuzin (1981.07 - 1987.12)

## A harmadik generáció (E34; 1988–1996)
- Az E28 utódja
- Az első 5-ös, melyből kombi is készült
- 1988.01-1995.12 között gyártották, Touring 1991.09-1997.03 között
- Gyártott darabszám: 1.295.006 plusz 18.597 dél-afrikai gyártásból (a gyártott darabszám eltérhet a megadottól)

### Típusok / Motorok
- 524td: 2,4 l hathengeres (Diesel/M21) 115 LE (85 kW) (1988-1991, 70.842 darab)
- 525td: 2,5 l hathengeres (Diesel/M51) 115 LE (85 kW) (limuzin 1993-1995, Touring 1993-1996, 19.779 darab)
- 525tds: 2,5 l hathengeres (Diesel/M51) 143 LE (105 kW) (limuzin 1991-1995, Touring 1992-1996, 123.452 darab)
- 518i: 1,8 l négyhengeres (befecskendező/1994-ig M40, utána M43) kezdetben 113 LE (83 kW), már 1989.08-tól 115 LE (85 kW) (1989-1996, csak 1993-tól volt Németországban kapható, 53.508 darab)
- 520i: 2,0 hathengeres (befecskendező/M20) 129 LE (95 kW) (1987-1990, 142.504 darab)
- 520i: 2,0 l hathengeres (befecskendező/M50) 150 LE (110 kW) (limuzin 1990-1995, Touring 1992-1996, 293.604 darab)
- 525i: 2,5 l hathengeres (befecskendező/M20) 170 LE (125 kW) (1987-1990, 200.305 darab)
- 525i: 2,5 l hathengeres (befecskendező/M50) 192 LE (141 kW) (limuzin 1990-1995, Touring 1992-1996, 366.267 darab)
- 525iX: 2,5 l hathengeres (befecskendező/M50) 192 LE (141 kW) (limuzin 1991-1995, Touring 1992-1996, 9.540 darab)
- 530i: 3,0 l hathengeres (befecskendező/M30) 188 LE (138 kW) (1988-1990, 20.279 darab)
- 535i: 3,4 l hathengeres (befecskendező/M30) 211 LE (155 kW) (1988-1991, 126.895 darab)
- 530i: 3,0 l nyolchengeres (befecskendező/M60) 218 LE (160 kW) (limuzin 1992-1995, Touring 1992-1996, 37.352 darab)
- 540i: 4,0 l nyolchengeres (befecskendező/M60) 286 LE (210 kW) (limuzin 1992-1995, Touring 1993-1996, 27.042 darab)
- 518g Touring: 1,8 l négyhengeres (befecskendező/Gas/M43) 115 LE (85 kW), gázüzem esetén 101 LE (74 kW) (1995-1996, 298 darab)

### E-kódok
- E34 limuzin (1988.01-1995.09)
- E34/5 Touring (1990.09-1997.03)
- E34/16 összkerekes-Touring 525iX (1991.10-1996.07)

## A negyedik generáció (E39; 1995–2003)
- Az E34 utódja
- Gyártás: 1995.10-2003, Touring 1997.02-2004
- Gyártott darabszám: 1.022.141 (2001-gyel bezárólag)

### Típusok / Motorok
- 520i: 2,2 hathengeres (befecskendező/M52) 150 LE, 2000-től M54 170 LE (limuzin 1996-2003, Touring 1997-2004)
- 523i: 2,5 l hathengeres (befecskendező/M52) 170 LE (limuzin 1995-2000, Touring 1997-2000)
- 525i: 2,5 l hathengeres (befecskendező/M54) 192 LE (141 kW) (limuzin 2000-2003, Touring 2000-2004)
- 528i: 2,8 l hathengeres (befecskendező/M52) 193 LE (142 kW) (limuzin 1995-2000, Touring, 1997-2000)
- 530i: 3,0 l hathengeres (befecskendező/M54) 231 LE (170 kW) (limuzin 2000-2003, Touring 2000-2004)
- 535i: 3,5 l nyolchengeres (befecskendező/M62) 235 LE (173 kW), 1998-tól 245 LE (180 kW) (csak limuzin 1996-2003)
- 540i: 4,4 l nyolchengeres (befecskendező/M62) 286 LE (210 kW) (limuzin 1996-2003, Touring 1997-2004)
- 520d: 2,0 l négyhengeres (Diesel/M47) 136 LE (100 kW) (limuzin 1999-2003, Touring 1999-2004)
- 525d: 2,5 l hathengeres (Diesel/M57) 163 LE (120 kW) (limuzin 1999-2003, Touring 1998-2004)
- 530d: 3,0 l hathengeres (Diesel/M57) 184 LE (135 kW), 2000-től 193 LE (142 kW) (limuzin 1999-2003, Touring 1998-2005)
- 525td: 2,5 l hathengeres (Diesel/M51) 115 LE (85 kW) (limuzin 1996-1998, Touring 1997-1998; Németországban nem volt kapható)
- 525tds: 2,5 l hathengeres (Diesel/M51) 143 LE (105 kW) (limuzin 1996-1999, Touring 1997-1999)

### E-kódok
- E39 limuzin (1995.12-2003.07)
- E39/2 Touring (1997.03-2004.05)

## Az ötödik generáció (E60, E61; 2003–2010)
- Az E39 utódja
- Gyártás: limuzin 2003.07-től, Touring 2004-től

### Típusok / Motorok
- 520i: 2,2 l hathengeres (befecskendező/M54) 170 LE (125 kW) (2003.07-2005.02)
- 523i: 2,5 l hathengeres (befecskendező/___) 177 LE (130 kW) (2005.3-?)
- 525i: 2,5 l hathengeres (befecskendező/M54) 192 LE (141 kW) (2003.09-2005.02)
- 525i / 525xi: 2,5 l hathengeres (befecskendező/___) 218 LE (160 kW) (2005.03-?)
- 530i: 3,0 l hathengeres (befecskendező/M54) 231 LE (170 kW) (2003.07-2005.02)
- 530i / 530xi: 3,0 l hathengeres (befecskendező/___) 258 LE (190 kW) (2005.03-?)
- 540i: 4,0 l nyolchengeres (befecskendező/___) 306 LE (225 kW) (2005.09-?)
- 545i: 4,4 l nyolchengeres (befecskendező/___) 333 LE (245 kW) (2003.09-2005.08)
- 550i: 4,8 l nyolchengeres (befecskendező/___) 368 LE (277 kW) (2005.09)
- 520d: 2,0 l négyhengeres (Diesel/___) 163 LE (120 kW) (2004.03-?)
- 525d: 2,5 l hathengeres (Diesel/M57) 177 LE (130 kW) (2004.03-?)
- 530d / 530xd: 3,0 l hathengeres (Diesel/M57) 218 LE (160 kW), 2005.09-től 231 LE (170 kW) (530d 2003.07-?; 530xd 2005.09-?)
- 535d: 3,0 l hathengeres (Diesel/M57) 272 LE (200 kW) (2004.09-?)

### E-kódok
- E60 5er limuzin (2003.07-2010)
- E61 5er Touring (2004.05-2010)

## A hatodik generáció (F10, F11, F07, F18; 2010–2017)
- Az E60 utódja
- Gyártás: 2010-2017

### Típusok / Motorok
530d N57D30
535ix  N55B30

### E-kódok
- F07 ferde hátú (Gran Turismo)
- F10 limuzin
- F11 kombi
- F18 limuzin, hosszított verzió (csak a kínai és mexikói piacon érhető el)

## A hetedik generáció (G30, G31, G38; 2017–jelen)
- Az F10 utódja
- Gyártás: limuzin 2017.03-tól, Touring 2017-től
- Facelift: 2020 őszén

### Típusok / Motorok
- 520i: 2,0 l négyhengeres (B48B20) 184 LE (135 kW) 290 Nm (2017.03-)
- 530i / 530i xDrive: 2,0 l négyhengeres (B48B20) 252 LE (185 kW) 350 Nm (2017.03-)
- 540i / 540i xDrive: 3,0 l hathengeres (B58B30) 340 LE (250 kW) 450 Nm (2017.03-2020.06)
- 540i / 540i xDrive: 3,0 l hathengeres (B58B30) 333 LE (245 kW) 450 Nm (2020.07-)
- M550i xDrive: 4,4 l nyolchengeres (N63B44O2) 462 LE (340 kW) 650 Nm (2017.03-2018.02)
- M550i xDrive: 4,4 l nyolchengeres (N63B44O2) 530 LE (390 kW) 750 Nm (2019.07-)
- M5: 4,4 l nyolchengeres (S63B44T4) 600 LE (441 kW) 750 Nm (2017.12-)
- M5 Competition Package: 4,4 l nyolchengeres (S63B44T4) 625 LE (460 kW) 750 Nm (2018.07-)
- M5 CS: 4,4 l nyolchengeres (S63B44T4) 635 LE (467 kW) 750 Nm (2021.03-)
- 518d: 2,0 l négyhengeres (B47D20) 150 LE (110 kW) 350 Nm (2018.07-)
- 520d /520d xDrive / 520d EfficientDynamics Edition: 2,0 l négyhengeres (B47) 190 LE (140 kW) 400 Nm (2017.03-)
- 525d /525d xDrive: 2,0 l négyhengeres (B47D20) 231 LE (170 kW) 500 Nm (2017.07-)
- 530d /530d xDrive: 3,0 l hathengeres (B57D30M0) 265 LE (195 kW) 620 Nm (2017.03-2020.06)
- 530d /530d xDrive: 3,0 l hathengeres (B57D30M0) 286 LE (210 kW) 650 Nm (2020.07-)
- 540d xDrive: 3,0 l hathengeres (B57D30) 320 LE (235 kW) 680 Nm (2017.07-2020.06)
- 540d xDrive: 3,0 l hathengeres (B57D30) 340 LE (250 kW) 700 Nm (2020.07-)
- M550d xDrive: 3,0 l hathengeres (B57D30C) 400 LE (294 kW) 760 Nm (2017.07-2020.06)
- 520e: 2,0 l négyhengeres (B48B20) 204 LE (150 kW) 350 Nm (2021.03-)
- 530e / 530e xDrive: 2,0 l négyhengeres (B48B20) 252 LE (185 kW) 420 Nm (2019.07-2020.06)
- 530e / 530e xDrive: 2,0 l négyhengeres (B48B20) 292 LE (215 kW) 420 Nm (2020.07-)
- 545e xDrive: 3,0 l hathengeres (B58B30) 394 LE (290 kW) 600 Nm (2020.11-)

### E-kódok
- G30 5er limuzin (2017.02-)
- G31 5er Touring (2004.05-2010)
- G38 limuzin, hosszított verzió

## M5-ös sorozat
Az M5-ös az 5-ös széria legsportosabb változata. Mind motorikusan, mind optikailag eltér egy hagyományos 5-ös szériától. Külsőleg: első-, hátsó-, küszöbspoilerek, M5-ös felni, karbon betét a visszapillantóban és a tetőn, ültetett kasztni.

### F10
Motorikusan: BiTurbo V8, 4395 köbcenti, 560 Le, 680 Nm, 0–100 km/h: 4,3 sec, végsebesség 250 km (elektronikusan leszabályozva).
Bár külsőleg rendelhető bármelyik 5-ös szériához M-Paket, ami segítségével úgy néz ki,mint egy M5-ös.

## Fordítás
Ez a szócikk részben vagy egészben  a   BMW 5 Series című angol Wikipédia-szócikk fordításán alapul.  Az eredeti cikk szerkesztőit annak laptörténete sorolja fel. Ez a jelzés csupán a megfogalmazás eredetét és a szerzői jogokat jelzi, nem szolgál a cikkben szereplő információk forrásmegjelöléseként.